# Бахче
Бахче (тур. Bahçe) — город и район в провинции Османие Турции. 
Его население составляет 12 841 человек на 2009 год. Высота населённого пункта над уровнем моря — 650 метров.

## История
Люди жили в этих местах с древнейших времён. Впоследствии город входил в состав разных государств; в XVI веке он попал в состав Османской империи.
Название в переводе с турецкого буквально означает «сад» или «огород».

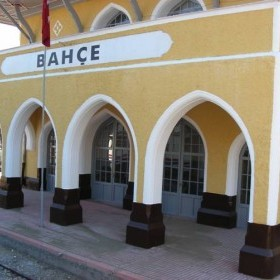
Железнодорожный вокзал.